# Regeringen Selmer

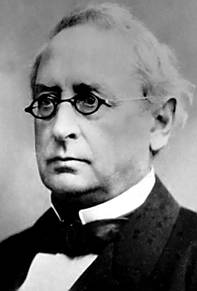
Chr.A. Selmer

Regeringen Selmer var en norsk regering som satt 11 oktober 1880–11 mars 1884. Statsminister var Christian August Selmer och Norges statsminister i Stockholm var Wolfgang Wenzel Haffner.

## Statsråd
- Henrik Laurentius Helliesen
  - Chef för Finansdepartementet från 1880
  - Medlem av statsrådsavdelingen i Stockholm september 1883
  - Chef för Kirkedepartementet mars 1884. Avgick 26 mars 1884

- Niels Vogt
  - Chef för Indredepartementet från 1880
  - Medlem av statsrådsavdelingen i Stockholm september 1882
  - Chef för Indredepartementet september 1883. Avgick 21 mars 1884

- Jacob Lerche Johansen
  - Chef för Marinedepartementet från 1880
  - Medlem av statsrådsavdelingen i Stockholm november 1881
  - Chef för Marinedepartementet september 1882
  - Medlem av statsrådsavdelingen i Stockholm mars 1884

- Jens Holmboe
  - Statsråd utan portfölj
  - Chef för Kirkedepartementet från november 1880
  - Chef för Marinedepartementet från november 1881
  - Chef för Justisdepartementet september 1882
  - Medlem av statsrådsavdelingen i Stockholm september 1883. Avgick 26 mars 1884

- Rasmus Tønder Nissen
  - Chef för Kirkedepartementet från 1880
  - Medlem av statsrådsavdelingen i Stockholm november 1880
  - Chef för Kirkedepartementet oktober 1881. I ämbetet till sin död 19 januari 1882

- Adolph Frederik Munthe
  - Chef för Armédepartementet från 1880. Avgick 19 mars 1884

- Christian Jensen
  - Chef för Revisjonsdepartementet och Justisdepartementet från 1880
  - Chef för Justisdepartementet december 1880
  - Medlem av statsrådsavdelingen i Stockholm september 1881
  - Chef för Indredepartementet september 1882
  - Chef för Justisdepartementet september 1883. Avgick 26 mars 1884.

- Ole Bachke
  - Medlem av statsrådsavdelingen i Stockholm från 1880
  - Chef för Justisdepartementet november 1881
  - Chef för Revisjonsdepartementet september 1882
  - Konstituert statsminister 11 mars 1884

- Christian Schweigaard
  - Chef för Revisjonsdepartementet från 22 december 1880
  - Chef för Justisdepartementet september–november 1881
  - Medlem av statsrådsavdelingen i Stockholm september 1882
  - Chef för Finansdepartementet september 1883, chef för Justisdepartementet 26 mars–3 april 1884

- Nils Hertzberg
  - Chef för Kirkedepartementet från 30 januari 1882
  - Medlem av statsrådsavdelingen i Stockholm mars 1884